# سگورا د لئن
سگورا د لئن (به اسپانیایی: Segura de León) یک شهرستان در اسپانیا است که در استان باداخس واقع شده‌است.